# Ivo Tomičić
Ivo Tomičić, (1. siječnja 1931. − Split, 10. srpnja 2017.), hrvatski radijski voditelj, spiker

## Životopis
Studirao na Pravnom fakultetu u Splitu. Na Radio Splitu proveo cijeli svoj radni vijek. Bio je spiker. Zaposlio se je nakon javne audicije 1954., pred komisijom u kojoj je bio Zvonko Letica. Bio je prvi spiker Radio Splita u tandemu s kolegicom Arankom Krstulović Glušević, na kojem je ostao sve do odlaska u mirovinu 1996. godine, prošavši lokacije od 1954. godine u vili Ruža na Mejama, preko vile Ferić, do današnjeg Centra HRT-a. Prepoznatljiva glasa kojim je obilježio program splitske radijske postaje. Popularni splitski voditelj među slušateljima. Prošao je sva razdoblja radiofonskog izraza.  Među ostalim vodio je i Splitski festival te mnoge ine zabavne, kulturne i društvene programe. Umro je u Splitu 2017., a pokopan na groblju u Supetru.
Dobio je niz stručnih nagrada.